# Tapirira guianensis
Tapirira guianensis är en sumakväxtart. Tapirira guianensis ingår i släktet Tapirira och familjen sumakväxter.

## Underarter
Arten delas in i följande underarter:
- T. g. guianensis
- T. g. subandina